# Toki Jūrōzaemon Mitsuchika

Tranh vẽ Toki Jūrōzaemon Mitsuchika bị thương nặng trên chiến trường của Utagawa Kuniyoshi (1798-1861)

Toki Jūrōzaemon Mitsuchika (登喜十郎左衛門光隣 Đăng Hỷ Thập Lang Tả Vệ Môn Quang Lân, ? – 1582) là gia thần phụng sự gia tộc Akechi và là họ hàng của Akechi Mitsuhide. Ông còn là lãnh chúa phiên Fukuchiyama xứ Tanba cũng như là võ tướng tham gia vào cuộc chiến chống lại Toyotomi Hideyoshi trong trận Yamazaki năm 1582 nhưng đã phải bỏ mạng tại nơi đây.